# Anja Nejarri

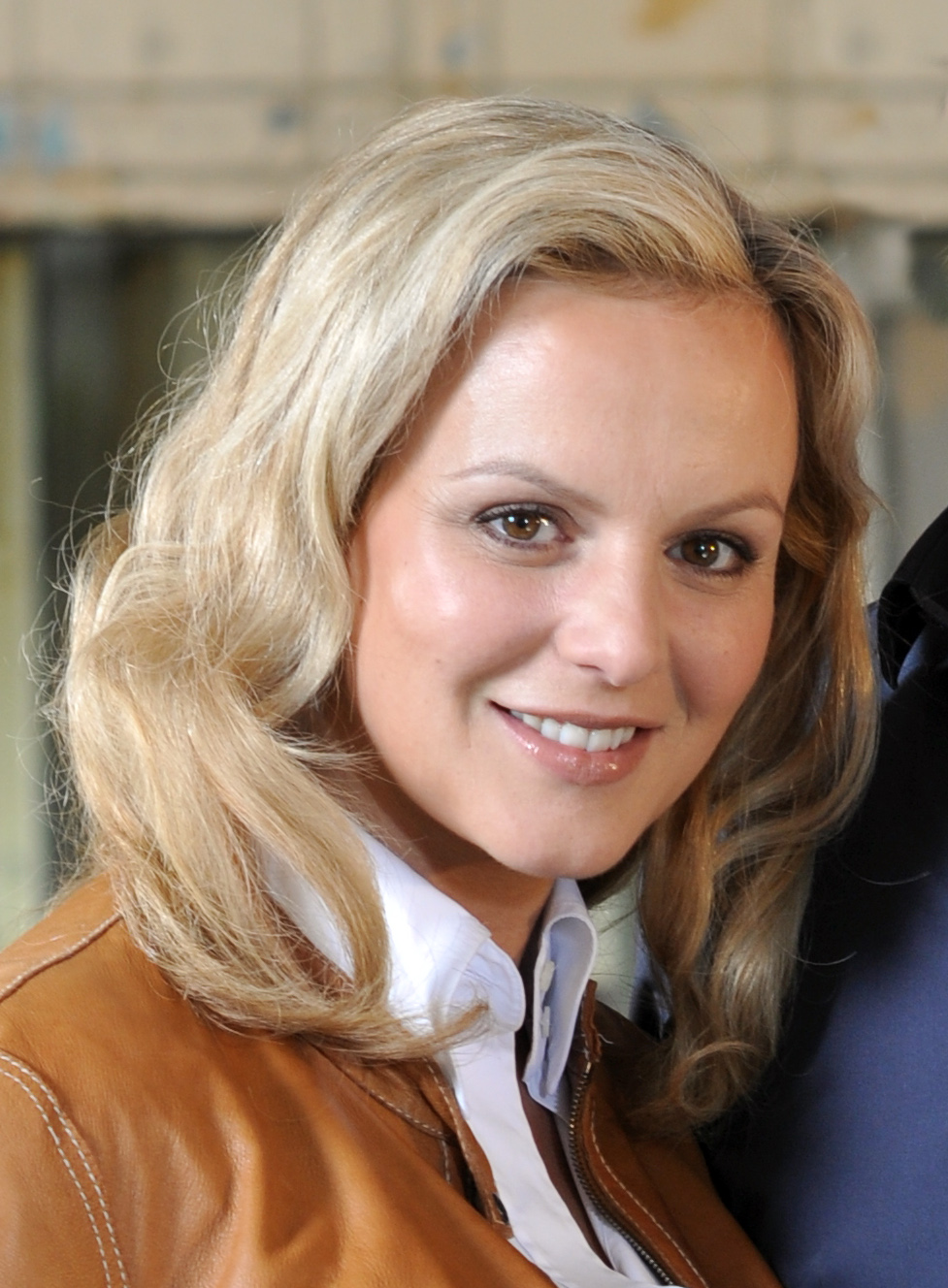
Anja Nejarri (2010)

Anja Bent Tayeb Nejarri (* 12. April 1975 in Köln) ist eine deutsche Schauspielerin.

## Leben und Karriere
Anja Nejarri ist die Tochter eines Marokkaners und einer Deutschen. Sie machte nach ihrem Schulabschluss zunächst eine Ausbildung als Dekorateurin an der Deutschen Schauspieler- und Medienakademie Berlin. Danach war die 1,74 m große Nejarri zeitweise auch als Model tätig.
Bis zu ihrem Einstieg beim Großstadtrevier lebte sie unter anderem in Berlin und Köln. Von 2005 bis 2010 war sie als Polizeiobermeisterin Katja Metz im Hauptcast der Vorabend-Polizeiserie zu sehen. Nejarri wirkte bisher in über 40 Film-und-Fernsehproduktionen mit.
Im Mai 2006 ließ Nejarri sich für den Playboy fotografieren.
Von Februar 2015 (Folge 677) bis März 2020 (Folge 889) war sie als Darstellerin der Neurochirurgin Dr. Lea Peters, Teil der Besetzung der ARD-Krankenhausserie In aller Freundschaft. Sie verließ die Serie, da sie sich mehr um ihre Familie kümmern wollte.
Anja Nejarri lebt mit ihrem Partner und den beiden gemeinsamen Kindern (* 2011 und * 2013) in Köln-Raderthal. Neben ihrer Muttersprache Deutsch spricht sie auch fließend Englisch und Türkisch.

## Filmografie
- 1995–1996: Jede Menge Leben (Fernsehserie, 356 Folgen)
- 1997–2000: St. Angela (Fernsehserie)
- 1998: OP ruft Dr. Bruckner (Fernsehserie, 1 Folge)
- 1998: SK-Babies (Fernsehserie, 1 Folge)
- 1999–2010: Ein Fall für zwei (Fernsehserie, 2 Folgen, verschiedene Rollen)
- 2000: SK Kölsch (Fernsehserie, 1 Folge)
- 2000: Alles Atze (Sitcom, 1 Folge)
- 2000: Rote Glut
- 2001: SOKO München (Fernsehserie, 1 Folge)
- 2001: Der kleine Mönch (TV-Miniserie)
- 2002: Unser Charly (Fernsehserie, 1 Folge)
- 2002: Küstenwache (Fernsehserie, 1 Folge)
- 2002: Herzschlag – Das Ärzteteam Nord (Fernsehserie, 1 Folge)
- 2002: Der Duft des Geldes
- 2002: Große Jungs – Was Frauen wollen
- 2003: Küssen verboten, Baggern erlaubt
- 2003: Für alle Fälle Stefanie (Fernsehserie, 1 Folge)
- 2003: Alphateam – Die Lebensretter im OP (Fernsehserie, 2 Folgen)
- 2004: Sevda heißt Liebe
- 2004: Ein Mann zum Vernaschen
- 2004: Mein Leben & Ich (Fernsehserie, 1 Folge)
- 2004–2009: Alarm für Cobra 11 – Die Autobahnpolizei (Fernsehserie, 2 Folgen, verschiedene Rollen)
- 2005–2011: In aller Freundschaft (Fernsehserie, 2 Folgen, verschiedene Rollen)
- 2005–2010: Großstadtrevier (Fernsehserie, 80 Folgen)
- 2007: Polizeiruf 110: Verstoßen
- 2007: Eine Liebe in Kuba
- 2007: Kinder, Kinder (Fernsehserie, 1 Folge)
- 2008: Stubbe – Von Fall zu Fall: Dritte Liebe (Fernsehreihe)
- 2009: Die Trickser
- 2009: Krupp – Eine deutsche Familie
- 2009: Hoffnung für Kummerow
- 2011: Der Duft von Holunder
- 2011: Vergiss nie, dass ich dich liebe
- 2011: Liebe, Babys und ein großes Herz (Fernsehserie, 1 Folge)
- 2012: Tierisch verknallt
- 2013: Um Himmels Willen (Fernsehserie, 2 Folgen)
- 2014: Koslowski & Haferkamp (Fernsehserie, 1 Folge)
- 2014: Inga Lindström – Der Traum vom Siljansee
- 2014: Warum ich meinen Boss entführte
- 2015–2020, 2021: In aller Freundschaft (Fernsehserie, 118 Folgen als Dr. Lea Peters)
- 2016–2019: In aller Freundschaft – Die jungen Ärzte (Fernsehserie, 5 Folgen als Dr. Lea Peters)
- 2016: Katie Fforde – Die Frau an seiner Seite
- 2016: Tatort – Zahltag
- 2017: Heldt (Fernsehserie, 1 Folge)
- 2018: Rosamunde Pilcher: Nanny verzweifelt gesucht
- 2018: In aller Freundschaft: Zwei Herzen (Fernsehfilm)
- 2019: Weil du mir gehörst
- 2021: Unbroken (TV-Miniserie)